# Kertanagara
Kertanagara (zm. 1292) – najwybitniejszy władca dynastii Singasari na Jawie. Rozszerzył swoje panowanie na Sumatrę i Bali. Przyczynił się do założenia portu w Singapurze i walczył z wojskami chana Kubilaja. Panowanie zakończył obalony przez dwóch swoich wasali.